# Étonnement

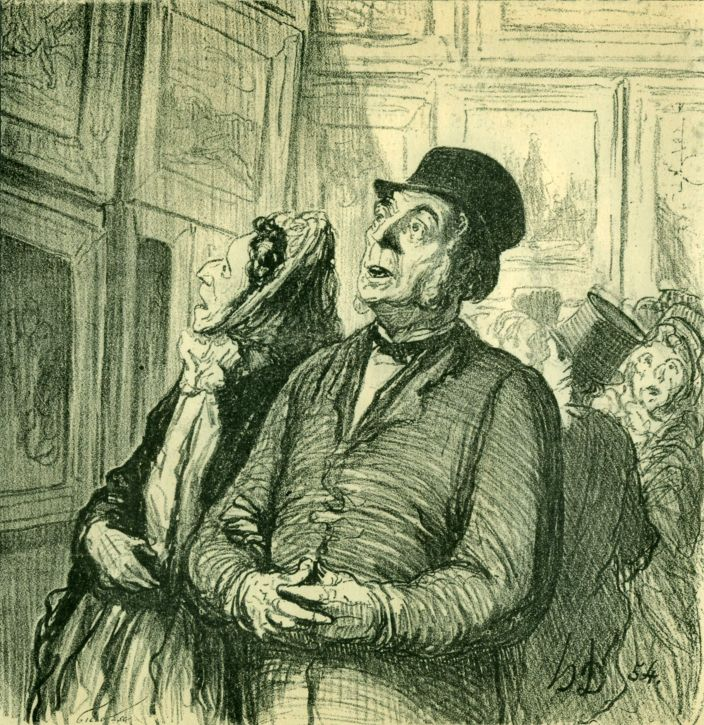
Dimanche au musée par Honoré Daumier.

L'étonnement est une émotion causée par un événement ou une réalité qui conduit à se poser des questions du fait de son caractère inhabituel, inattendu, étrange, difficile à expliquer. Dans ses formes les plus intenses, on parle en français de stupéfaction ou de sidération.
L'étonnement se distingue de la surprise dans la mesure où il suppose une conscience humaine. La cause de l'étonnement est la conscience alors que la surprise est le résultat d'un événement extérieur à la pensée. L'étonnement suscité par le réel serait le sentiment déclencheur de l'attitude philosophique, notamment d'après Socrate (on parle alors souvent d'étonnement socratique), qui utilise pour désigner cette émotion le mot θαυμάζειν (thaumazein, qui signifie aussi émerveillement).

## En philosophie

### Chez les Grecs
Selon Platon, l'étonnement est à l'origine de la sagesse et donc de la philosophie.

« D’un philosophe ceci est le pathos : l’étonnement. Il n’existe pas d’autre origine de la philosophie. »

— Platon,  Théétète, 155 d
Selon Aristote, l'étonnement est le sentiment de crainte et d'anxiété ressenti par l'homme. Une fois que ses besoins matériels immédiats sont satisfaits, il commence à s'interroger sur son existence et ses relations avec le monde. 

« C’est, en effet, l’étonnement qui poussa comme aujourd’hui, les premiers penseurs aux spéculations philosophiques. Au début, leur étonnement porta sur les difficultés qui se présentaient les premières à l’esprit ; puis, s’avançant ainsi peu à peu, ils étendirent leur exploration à des problèmes plus importants, tels que les phénomènes de la Lune, ceux du Soleil et des étoiles, enfin la genèse de l’Univers. Or apercevoir une difficulté et s’étonner, c’est reconnaître sa propre ignorance (c’est pourquoi même l’amour des mythes est, en quelque manière, amour de la sagesse, car le mythe est un assemblage de merveilleux). Ainsi donc, si ce fut bien pour échapper à l’ignorance que les premiers philosophes se livrèrent à la philosophie, c’est qu’évidemment ils poursuivaient le savoir en vue de la seule connaissance et non pour une fin utilitaire. »

— Aristote,  Métaphysique, Livre I, 2, 982b

### AuXXesiècle
On retrouve cette idée chez des écrivains et des philosophes plus contemporains. Maria Zambrano, dans Philosophie et poésie, explique que si l'étonnement est le point de départ commun au philosophe et au poète, ils y réagissent chacun de manière différente. Le philosophe se fait violence, en cherchant une explication par la réflexion et la mise en place d'un système pour appréhender le monde, et ainsi mettre fin à cet état premier. Le poète, à l'inverse, profite de cet étonnement et accepte sa multiplicité. Il ne ressent pas le besoin d'expliquer le monde, et de s'insérer dans un monde de cohérence. 

« La philosophie est une extase qu'un déchirement fait échouer. »

— Maria Zambrano, Philosophie et poésie, 1940, Chapitre 1 : pensée et poésie
Signalons ici l'ouvrage original intitulé S'étonner d'être : l'éveil à la joie d'être conscience (Éditions originel Accarias, par Alexandre Quaranta) qui entre dans le détail précis des mécanismes par lesquels la conscience que nous sommes ne nous apparaît pas le plus souvent comme le mystère et le miracle infini qu'elle est malgré tout à chaque instant. Cet ouvrage pointe aussi du doigt des directions de contemplation en mesure de nous propulser dans le sur place de l'impensable...
Il existe très peu d'ouvrages du registre des sciences humaines proposant une analyse phénoménologique fine du vécu intime de l'étonnement et de la conscience de soi ; c'est la raison pour laquelle ce signalement est utile ici.

### Pages connexes
- Surprise
- Awe (émotion)